# Shabani Nonda
Shabani Nonda, född 6 mars 1977 i Bujumbura, Burundi, är en burundisk-kongolesisk före detta fotbollsspelare (anfallare). Tidigare har Nonda bland annat spelat i AS Monaco, AS Roma, Blackburn och Galatasaray. Nonda debuterade i Demokratiska republiken Kongos landslag 2000 och hade i november 2009 på 49 landskamper gjort 32 mål.

## Klubbar
- 1995-1998 FC Zürich
- 1998-2000 Rennes
- 2000-2005 AS Monaco
- 2005-2007 Blackburn
- 2007-2007 Roma
- 2007-2010 Galatasaray SK